# Frontière entre le Ghana et le Togo
La frontière entre le Ghana et le Togo est la frontière qui sépare ces deux états d'Afrique de l'Ouest.
 
Elle s'étend sur 877 km, à l'est du Ghana et à l'ouest du Togo. Sur la côte du golfe de Guinée, la frontière sépare le poste frontière d'Aflao du côté ghanéen de la capitale togolaise Lomé.

## Historique
Sa création date de la Première Guerre mondiale, à l'époque où la colonie allemande de Togoland, occupé depuis deux ans pas les armées française et britannique, se répartirent le territoire en deux zones d'administration, le 27 décembre 1916. Après la défaite de l'Allemagne, la Société des Nations attribua des mandats de classe B sur ces territoires aux deux pays : Togo oriental pour la France et le Togo occidental pour le Royaume-Uni.
Le tracé entre les deux territoires est officialisé par une déclaration signée à Londres le 10 juillet 1919 par Alfred Milner, Secrétaire d'État aux Colonies britannique, et son homologue français Henry Simon, Ministre des Colonies. Les vingt derniers kilomètres du tracé sud de la frontière reprennent les limites fixées par Convention anglo-allemande du 1er juillet 1890 démarquant la limite entre le Togoland allemand et la Côte-de-l'Or britannique (actuel Ghana).
En 1960, l'ancien Togoland obtint son indépendance : le Togo français devient la République togolaise, tandis que le Togoland britannique fut intégré au Ghana.